# Lääminki (sjö i Vesanto, Norra Savolax)
Lääminki är en sjö i kommunen Vesanto i landskapet Norra Savolax i Finland. Den är 2 meter djup. Arean är 41 hektar och strandlinjen är 3,38 kilometer lång. Sjön  ingår i Kymmene älvs huvudavrinningsområde.   Den ligger omkring 68 kilometer väster om Kuopio och omkring 300 kilometer norr om Helsingfors. 